# 极轨道
极轨道，地心轨道的一种，其特点是沿此轨道运行的卫星在每次环绕地球的圆周运动中都从两极上空经过。因此这类轨道的倾角是90度或接近90度。
极轨道经常为地球测绘卫星、遥感卫星、侦察卫星和一些气象卫星所采用。极轨道卫星的缺点是，不能对地球上某一点进行持续观测（这通常要靠地球静止轨道卫星来实现）。
当极轨道同时又是高椭圆轨道时，若其远地点位于极点上空，便可实现对极地地区的长时间观测（但这是从一个极远的距离进行观测）。典型的例子是苏联所发展的闪电轨道，许多军事卫星运行在这种轨道上。